# Gymnasiallehrer
Gymnasiallehrer sind verbeamtete oder (seltener) angestellte Lehrer, die als Beschäftigte eines Bundeslandes, einer Kommune, eines anderen privaten oder kirchlichen Trägers in den höheren Schuldienst berufen oder eingestellt werden und an Gymnasien oder Gesamtschulen sowohl in der Sekundarstufe I (5. bis 10. Klasse) als auch in der Sekundarstufe II (gymnasiale Oberstufe) (je nach Bundesland 11. bis 13., 11. bis 12. oder 10. bis 12. Jahrgangsstufe) unterrichten. Sie werden aber auch an Studienseminaren, Schulämtern, Ministerien oder Universitäten und anderen Bildungseinrichtungen eingesetzt. Im Schuljahr 2019/2020 gab es in Deutschland 176.706 Lehrkräfte, die an Gymnasien arbeiteten.

## Ausbildung

### Deutschland
Die Ausbildung für das Lehramt an Gymnasien erfolgt an Universitäten in mindestens zwei bis drei Wahlfächern sowie Pädagogik. Nach einem wissenschaftlichen Hochschulstudium legten zukünftige Gymnasiallehrer lange Zeit das sogenannte Erste Staatsexamen ab, das inzwischen meist durch den Master of Education ersetzt worden ist. Es folgt ein anderthalb- bis zweijähriges Referendariat, in der Regel als Beamter auf Widerruf, in dem die Referendare die Dienstbezeichnung Studienreferendar (StRef) führen. Der Vorbereitungsdienst auf das Lehramt an Gymnasien wird mit dem (Zweiten) Staatsexamen abgeschlossen. Die damit verbundene Berufsbezeichnung lautet Assessor oder Assessorin des Lehramts. Daneben gibt es in einigen Bundesländern, etwa seit 1. Juni 2010 in Niedersachsen, die Möglichkeit, als Quereinsteiger ohne Referendariat direkt in ein Beamtenverhältnis auf Probe, etwa als Studienrat, übernommen zu werden.
Das Referendariat in Baden-Württemberg ist für Bewerber, die das Studium nach dem 1. Oktober 2000 begonnen und während des Studiums das Praxissemester absolviert haben, auf 18 Monate verkürzt. Referendare müssen hier nach dem ersten Ausbildungsabschnitt (das heißt nach sechs Monaten; bei 24-monatigem Referendariat nach einem Jahr) den Unterricht selbständig halten.
In Niedersachsen wurde das Referendariat zum Einstellungstermin 1. November 1999 von 24 auf 18 Monate verkürzt, beträgt derzeit aber 24 Monate, falls im Ermessen der Landesschulbehörde keine Praktika oder berufspraktische Tätigkeiten im Umfang eines Schulhalbjahres vorliegen.
Die Rheinisch-Westfälische Technische-Hochschule Aachen (RWTH) vergibt an Absolventen eines abgeschlossenen Studienganges für das Lehramt der Sekundarstufe II der Fakultät Mathematik, Informatik und Naturwissenschaften und der Philosophischen Fakultät den Diplomgrad mit der Bezeichnung Diplom-Gymnasiallehrerin bzw. Diplom-Gymnasiallehrer (Dipl.-Gyml.). Dieser Grad wird von der Hochschule verliehen, wenn der Abschluss der Ersten Staatsprüfung erfolgreich absolviert wurde. Eine Diplomarbeit, wie ansonsten üblich, muss nicht eingereicht und öffentlich verteidigt werden, da die Staatsarbeit diese ja ersetzt.

### Österreich
In Österreich dauert die Einführung in das praktische Lehramt nur ein Jahr, die Diplomprüfung wird bereits am Ende des Studiums abgelegt. Lehrkräfte der Entlohnungsgruppen l pa und l 1 tragen den Titel Professor, beamtete (pragmatisierte) Gymnasiallehrer nach einer bestimmten Anzahl von Dienstjahren auch den Berufstitel Oberstudienrat, mit dem keine Änderung der Besoldung verbunden ist. Mindestens die Hälfte der Planstellen einer Schule ist als schulfest zu erklären, deren Aufhebung nur bei wesentlicher Änderung der maßgebenden Umstände erklärt werden kann.

### Schweiz
Gymnasiallehrer absolvieren ein normales Fachstudium an einer Universität in zwei Fächern. Das Unterrichten an Gymnasien ist ab diesem Zeitpunkt möglich, führt aber nur zu einem befristeten Anstellungsverhältnis (Lehrauftrag). Deshalb schließt sich an den Studienabschluss (Lizenziat, bzw. M.A./M.Sc.) meist eine zweijährige pädagogische Ausbildung (früher: Höheres Lehramt Mittelschulen; heute: Master of Advanced Studies in Secondary and Higher Education, MAS SHE) an, die dann zur Anstellung als Mittelschullehrer mit Besonderen Aufgaben (MBA) führen kann.

## Beschäftigungsmöglichkeiten außerhalb der Gymnasien
Lehrkräfte mit der Lehramtsbefähigung für das Lehramt an Gymnasien können im staatlichen Schuldienst auch an beruflichen Schulen, an Fachoberschulen, Berufsoberschulen und Wirtschaftsschulen eingesetzt werden. Außerdem gibt es Stellen an privaten Gymnasien und Internaten. Ebenso können Gymnasiallehrer auch an ausländischen Gymnasien oder an Deutschen Schulen im Ausland unterrichten bzw. dorthin abgeordnet werden. Auch der Einsatz als Wissenschaftlicher Mitarbeiter an Universitäten ist möglich.

## Beförderung
Nach der Einstellung in den staatlichen oder kommunalen Schuldienst wird ein Bewerber in Deutschland je nach Bundesland zum Studienassessor (StAss) oder zum Studienrat (StR) und damit zum Beamten auf Probe ernannt.
Nach einer ein- bis dreijährigen Bewährungszeit (je nach Note im zweiten Staatsexamen und bei entsprechenden dienstlichen Beurteilungen) erfolgt im Falle des Studienassessors eine Ernennung zum Studienrat (StR); damit ist allerdings keine Beförderung oder Erhöhung der Bezüge verbunden, sondern lediglich die Verbeamtung auf Lebenszeit. Sofern die Einstellung bereits als Studienrat erfolgte, wird lediglich die Eigenschaft eines „Beamten auf Lebenszeit“ verliehen.
Die nächsten Beförderungsämter sind Oberstudienrat (OStR) und Studiendirektor (StD). Die Ämter sind in einigen Bundesländern Funktionsstellen und dürfen nur bei der Übernahme einer Funktion, zum Beispiel als Fachbereichsleiter, stellvertretender Schulleiter oder Ähnliches, verliehen werden. Die Schulleiter führen die Amtsbezeichnung Oberstudiendirektor (OStD), an kleineren Gymnasien auch Studiendirektor.
Im Schulaufsichtsdienst und als Referenten in der Schulverwaltung lauten die Beförderungsämter Regierungsschulrat (Bezirksebene, RSR, A 14) bzw. Schulrat (Kreisebene, SR, A 14), Regierungsschuldirektor (Bezirksebene, RSD, A 15) bzw. Schulamtsdirektor (Kreisebene, SAD, A 15) und Leitender Regierungsschuldirektor (Bezirksebene, LRSD, A 16) bzw. Leitender Schulamtsdirektor (Kreisebene, LSAD, A 16). Außerdem werden bei der Schulverwaltung Lehrer unter den Amtsbezeichnungen eingesetzt, wenn sie nur zeitweise für die Verwaltung (zum Beispiel als Fachberater) tätig sind.
Sowohl beamtete als auch angestellte Gymnasiallehrer werden, wie andere Hochschulabsolventen im öffentlichen Dienst, nach den für den höheren Dienst vorgegebenen Besoldungs- oder Vergütungstabellen (A 13 bis A 16 für Beamte und Entgeltgruppe 13 bis 15 TVöDL für Angestellte) bezahlt.

## Aufgaben und Tätigkeiten
Die Lehrkräfte unterrichten, erziehen und beraten grundsätzlich in einem vom Gesetzgeber vorgegebenen Rahmen eigenverantwortlich (pädagogische Freiheit). Zusätzlich zu den festgelegten Unterrichtszeiten sind Unterrichtsvorbereitung, Korrekturen, Konferenzen, Abiturvorbereitungen, Schulprogrammarbeit, Vertretungsunterricht, Vorgriffsstunden, Vergleichsarbeiten, Lehrplanarbeit, Fortbildungsmaßnahmen, Portfoliopflege, Klassenfahrten, Wandertage und ggf. weitere schulische Veranstaltungen (Elternabende, Elternsprechtage, Tage der offenen Tür, Ehrungsabende, Theatervorführungen, Abiturfeiern, Schulfeste, Projektwochen etc.) sowie pädagogische Maßnahmen (Förderpläne, Meditationstage, Wettbewerbe, Drogenpräventionstage etc.) zu koordinieren und durchzuführen. Erwartet werden außerdem Projekte mit außerschulischen Kooperationspartnern (Beratungsstellen, Behörden, Firmen, staatlichen und privaten Forschungs- oder Bildungseinrichtungen) sowie Schüleraustauschprojekte mit ausländischen Schülern und Lehrern. Außerdem gehört es zu den Pflichten, sich über die aktuellen Entwicklungen des Schulrechts zu informieren.

## Berufschancen und -risiken
Die Berufschancen hängen von der Fächerkombination, den Noten in den Staatsexamina, dem Bundesland und der eigenen Präsentation bei Vorstellungsgesprächen ab.
Nach Angaben des hessischen Kultusministeriums wird die durchschnittliche fachunabhängige Einstellungschance für Studienassessoren von 30 Prozent im Jahr 2003 auf 25 Prozent im Jahr 2008 sinken, so dass Arbeitslosigkeit für Gymnasiallehrkräfte ein Berufsrisiko darstellen kann. Außerdem ist aufgrund der vielfältigen Aufgaben und der im internationalen Vergleich relativ hohen Unterrichtsverpflichtung mit einer hohen Arbeitsbelastung zu rechnen.

## Arbeitsbelastung, Zufriedenheit und Gesundheit von Lehrkräften an Gymnasien
Die im März 2020 veröffentlichte Studie „Lehrerarbeitszeit im Wandel“ (LaiW) des Deutschen Philologenverbandes kommt zu dem Ergebnis, dass „Gymnasiallehrer in Deutschland mehrheitlich beruflich hoch belastet sind: zwei Drittel der mehr als 176.000 Gymnasiallehrer in Deutschland erleben in ihrem Schulalltag eine hohe oder sehr hohe berufliche Belastung. Dennoch zeigt sich eine hohe Arbeitsmoral und bewältigen des Arbeitspensums dank ausgeprägter Leistungsbereitschaft“. Die Arbeitszeit beträgt im Schnitt 45 Stunden in der Woche, wobei ein großer Teil der befragten Lehrkräfte darüber liegt. 46 Prozent arbeiten demnach sogar mehr als 45 Stunden. Die deutliche Mehrheit der Lehrer (78 Prozent) fehlt wegen Krankheit nur wenige Tage im Jahr. Bei neun von zehn Lehrern kommt es innerhalb eines Jahres vor, dass sie trotz Krankheitsgefühl zum Dienst gehen – bei mehr als einem Drittel sogar gegen ärztliche Empfehlung. Die langen Arbeitszeiten belasten: Vier von zehn Befragten gaben etwa an, schlecht zu schlafen. Die Studie wurde vom Institut für Präventivmedizin der Universitätsmedizin Rostock durchgeführt – unterstützt von der DAK-Gesundheit. Mit über 16.000 ausgewerteten Datensätzen der online befragten Gymnasiallehrer ist sie die bisher umfassendste Erhebung zu dieser Thematik.
Eine weitere Studie aus dem Jahr 2007 ermittelte in Nordrhein-Westfalen eine durchschnittliche Wochenarbeitszeit von 62,5 Stunden bei Gymnasiallehrern.

## Berufsverbände und Gewerkschaften
Ein eher konservativer Berufsverband für Gymnasiallehrer ist der Deutsche Philologenverband (DPhV). Auch in der Gewerkschaft Erziehung und Wissenschaft (GEW) und im Verband Bildung und Erziehung (VBE) organisieren sich Gymnasiallehrer. DPhV, GEW und VBE sind in einzelne Landesverbände unterteilt.